# 施瓦茨湖 (施瓦茨)

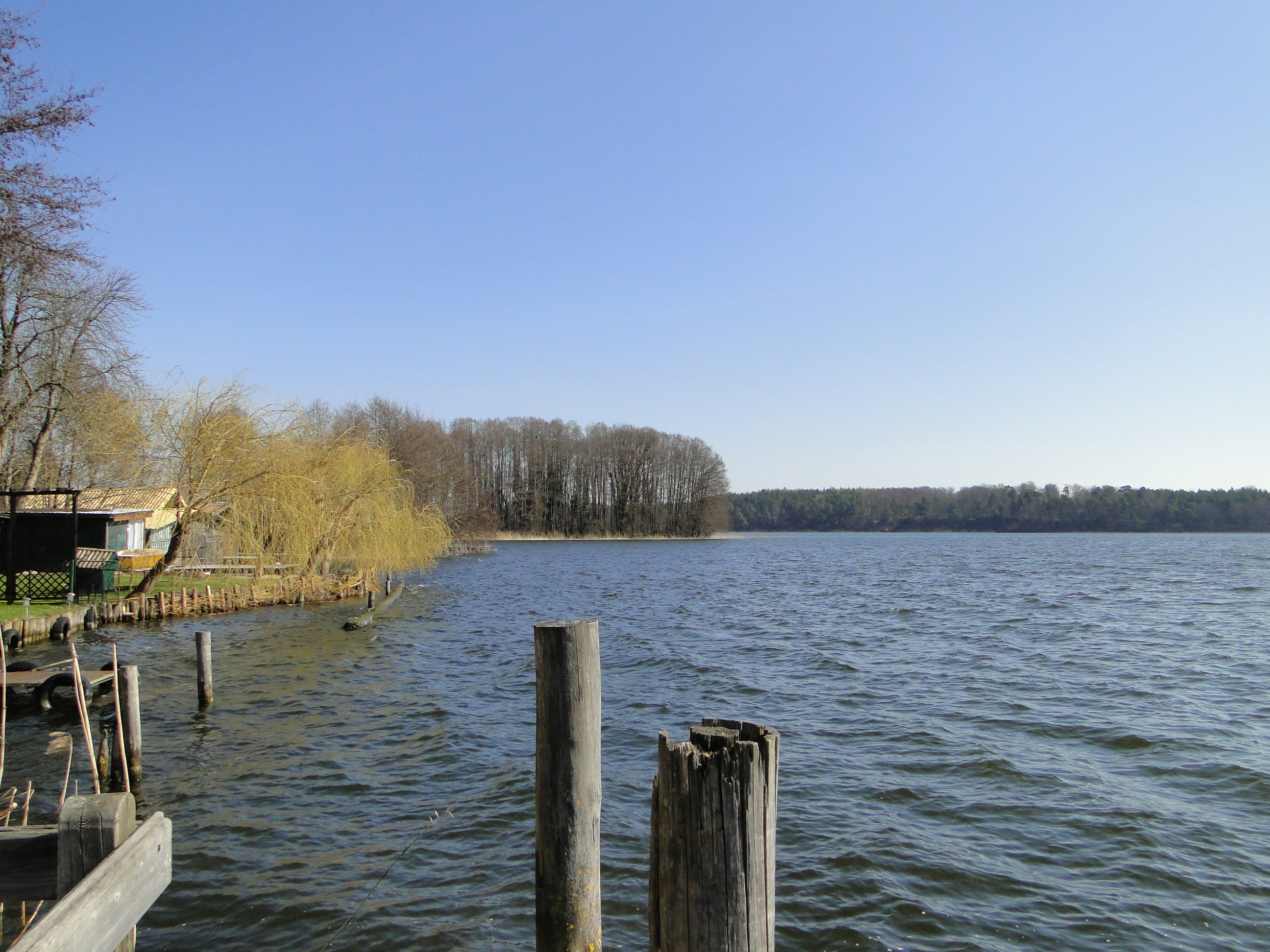

53°13′28″N 12°47′49″E / 53.224535°N 12.797012°E
施瓦茨湖（德語：Schwarzer See），是德國的湖泊，位於該國東北部梅克倫堡-前波美拉尼亞州，由梅克倫堡湖區郡負責管轄，長2.6公里、寬1.0公里，面積1.76平方公里，海拔高度59米。